# Albert Buckley
Pour les articles homonymes, voir Buckley (homonymie).
Albert Buckley (10 avril 1877-13 novembre 1965) est un homme politique et homme d'affaires conservateur britannique .

## Biographie
Buckley est né à Great Crosby, Lancashire, le fils du courtier en laine William Buckley et de Mary Hannah Buckley . Son père est le neveu d'Edmund Buckley et est associé de son entreprise . Il fait ses études à la Merchant Taylors 'Boys' School, à Crosby and Aldenham School .
Dans la seconde guerre des Boers, il reçoit la médaille de la reine avec trois fermoirs. Pendant la Première Guerre mondiale, il commande le 5e bataillon du King's Liverpool Regiment. Il reçoit l'Ordre du Service distingué et est blessé .
Buckley est élu au Parlement pour Waterloo aux élections générales de 1918. Il occupe des fonctions sous Andrew Bonar Law comme Lords du Trésor de 1922 à 1923 et sous Bonar Law et plus tard Stanley Baldwin comme Secrétaire au Commerce extérieur de mars à novembre 1923. Cependant, en tant que partisan du libre-échange, Buckley est en désaccord avec Baldwin, et son parti local lui refuse son soutien en tant que candidat potentiel . Il se retire de la politique aux élections générales de 1923 et n'est jamais revenu à la Chambre des communes.
Courtier en laine de formation, Buckley est associé de l'entreprise familiale d'Edmund Buckley & Co. Il est également président de Morris and Jones, Ltd., épiciers en gros à Liverpool. Il est président de la chambre de commerce de Liverpool de 1924 à 1928 et siège au Mersey Docks and Harbour Board de 1928 à 1951. Il est magistrat pour la ville de Liverpool .
De 1931 à 1948, il dirige le mouvement d'épargne à Liverpool. Il est président du Liverpool Savings Committee de 1931 jusqu'à sa fusion en 1942 avec le Liverpool War Bond Committee, date à laquelle il est nommé président du nouvel organe, le Liverpool National Savings Committee . Il est nommé Commandeur de l'Ordre de l'Empire britannique dans les honneurs d'anniversaire de 1946 pour son travail dans le mouvement d'épargne.
Buckley est également président du Liverpool Overhead Railway, de la Liverpool Gas Company, de la Birkenhead Brewery Company, Ltd. et de la Bury Felt Manufacturing Company . Il est président du comité du nord-ouest de la Lloyd's Bank de 1957 à 1959 .
Buckley épouse Elsie Juanita Fisher en 1919 . Ils ont trois fils et deux filles. Il est décédé en novembre 1965, à l'âge de 88 ans, à son domicile de Hoylake, Cheshire .